# Tipula spaldingi
Tipula spaldingi är en tvåvingeart som beskrevs av William George Dietz 1921. Tipula spaldingi ingår i släktet Tipula och familjen storharkrankar. Inga underarter finns listade i Catalogue of Life.